# Pressehilfe
Die Pressehilfe ist eine Subvention, die der Luxemburgische Staat seit 1976 den Herausgebern bestimmter Presseerzeugnisse (Zeitungen und Zeitschriften) nach gesetzlichen Kriterien gewährt. Seit 2017 können auch Onlineangebote gefördert werden. 2013 betrug das Volumen der Pressehilfe circa sieben Millionen Euro.

## Hintergrund
Ziel der staatlichen Pressehilfe ist es, den Meinungspluralismus in der Presselandschaft aufrechtzuerhalten. Hintergrund ist die Tatsache, dass viele luxemburgische Presseorgane einer politischen Partei oder Strömung nahestehen. Da der Markt für luxemburgische Zeitungen aufgrund der geringen Größe des Landes beschränkt ist, hätten es besonders Zeitungen mit kleinen Auflagen, die eher kleineren Parteien nahestehen, schwieriger, zu überleben.
1976 wurde die Pressehilfe eingeführt und im Jahre 1998 reformiert. Die Pressehilfe setzt sich aus zwei Komponenten zusammen: Jedes Presseerzeugnis erhält einen Grundbetrag sowie einen proportionalen Teil, der für Seiten mit redaktionellem Inhalt ausgeschüttet wird.

## Bedingungen
Um Pressehilfe zu bekommen, muss eine Zeitung in Luxemburg mindestens einmal wöchentlich erscheinen, allgemeine Informationen verbreiten und hauptsächlich in einer der drei Landessprachen Deutsch, Französisch oder Luxemburgisch geschrieben sein. Des Weiteren muss die Redaktion aus mindestens fünf festangestellten Journalisten bestehen. Kostenlos verteilte Drucksachen werden nicht gefördert. Ausländische Zeitungen sind ebenfalls nicht bezugsberechtigt, obwohl die Frankfurter Allgemeine Zeitung oder Le Monde in Luxemburg mehr Leser haben als zum Beispiel die Zeitung vum Lëtzebuerger Vollek. Im Dezember 2016 wurde bekanntgegeben, dass ab 2017 die Pressehilfe auch für Onlineangebote gewährt wird. Tagesaktuelle Medien, die mindestens zwei Journalisten mit eigenständiger Online-Berichterstattung beschäftigen, sind seitdem ebenfalls förderungswürdig. Außerdem darf die Pressehilfe nur die Hälfte des jeweiligen Budgets, höchstens jedoch 100.000 Euro jährlich, ausmachen.

## Berechnungsschlüssel
Die Berechnung der Pressehilfe basiert nicht auf der Auflage der Presseerzeugnisse, sondern auf einem Referenzbetrag, der jedes Jahr durch eine Großherzogliche Verordnung festgelegt wird.
Zur Berechnung dieses Referenzbetrags wird seit 1999 die Summe der Kosten für fünf hauptberufliche Journalisten und der Preis für 120 Tonnen Papier als Grundlage genommen. 2016 wurden die Kosten für einen Journalisten mit 82.200 Euro und die für eine Tonne Papier mit 513 Euro veranschlagt, was eine Summe von 472.660,00 Euro ergibt.
Jedes Presseorgan, das die Bezugsbedingungen erfüllt, erhält ein Drittel des Referenzbetrags als Grundbetrag, 2016 also 157.553,33 Euro. Der proportionale Betrag berechnet sich, indem zwei Drittel des Referenzbetrags mit der Zahl der standardisierten redaktionellen Seiten (187.680 mm² groß) multipliziert wird und dann durch 2325 dividiert wird. Dies ergab 2016 einen Betrag von 135,53 Euro pro Zeitungsseite.
Der Begriff „redaktionelle Seiten“ ist nicht genau definiert und somit Gegenstand von Diskussionen. Ein Beispiel ist die Kinobeilage „Graffiti“, die mehreren Zeitungen beiliegt und deswegen je nach Ansicht gar nicht (da keine redaktionellen Seiten), einmal oder gar mehrfach (pro Zeitung, der sie beiliegt) abgerechnet werden könnte.

## Verteilung

### Druckerzeugnisse
Im Jahre 2013 wurden in Luxemburg 7.087.965 Euro Pressehilfe ausgeschüttet, was ungefähr 13,20 Euro pro Einwohner entspricht, 2017 waren es 7.233.503 Euro. Diese verteilen sich wie folgt auf die Zeitungen und Zeitschriften:
| Zeitung                         | 2013        | 2017        |
| ------------------------------- | ----------- | ----------- |
| Tageblatt                       | 1.580.122 € | 1.508.390 € |
| Luxemburger Wort                | 1.390.566 € | 1.436.185 € |
| Le Quotidien                    | 1.272.700 € | 1.232.168 € |
| Lëtzebuerger Journal            | 893.603 €   | 948.754 €   |
| Zeitung vum Lëtzebuerger Vollek | 383.031 €   | 401.723 €   |
| Télécran                        | 353.057 €   | 380.445 €   |
| Le Jeudi                        | 333.665 €   | 344.401 €   |
| Revue                           | 329.648 €   | 341.225 €   |
| d’Lëtzebuerger Land             | 304.447 €   | 304.638 €   |
| Woxx                            | 247.146 €   | 268.653 €   |

### Online-Angebote
Mit Gesetz vom 13. Januar 2017 werden zusätzlich auch Websites von Publikationen gefördert, sofern sie bestimmte Maßstäbe der Qualität, Professionalität und des regelmäßigen Erscheinens erfüllen. 2017 erhielten die folgenden sieben Online-Angebote einen Pauschalbetrag von jeweils 100.000 Euro:
- Contacto (portugiesisch), Teil des Online-Angebots vom Wort
- Der Verlag Maison Moderne für Delano (achtmal jährlich auf Englisch erscheinende Zeitschrift) und Paperjam (monatlich erscheinende Wirtschaftszeitung)
- Le Quotidien
- L’essentiel für die deutsche und die französische Website
- die englische Ausgabe vom Wort, firmiert seit Ende 2017 unter Luxembourg Times

## Indirekte Presseförderung
Neben der staatlichen Pressehilfe existieren noch weitere, indirekte Presseförderungen in Luxemburg. Einerseits ist dies das sehr niedrige Porto von 10 bis 15 Cent auf Presseerzeugnisse, welches die Einnahmen der Luxemburgischen Post schmälert und somit eine indirekte Subvention darstellt. Auch werden alle Ausschreibungen und Stellenanzeigen des öffentlichen Dienstes in allen Luxemburger Tageszeitungen geschaltet. Einer Schätzung der Zeitschrift forum aus dem April 2014 zufolge beträgt dieses Anzeigenvolumen jährlich mehr als zehn Millionen Euro.